# 야권전선 (2019년)
야권전선(우크라이나어: Опозиційний блок)은 2019년에 창당된 우크라이나의 정당이다. 본디 야권전선-평화개발당(우크라이나어: Опозиційний блок — Партія миру та розвитку)으로 창당되었으나, 2019년 6월 지금의 이름으로 개명했다.
이 당의 창당은 2014년에 창당된 야권전선(이하 2014년 야권전선)의 분열과 관련이 있다. 대선을 앞둔 2019년 1월, 2014년 야권전선의 양대 계파가 독자적인 후보를 낸다. 유리 보이코 후보가 인생을 위한 야권연단(이하 야권연단)과의 단일후보로 선출된 반면, 올렉산드르 빌쿨 후보는 야권연단 측의 반발로 후보로 선출되지 못했다. 이에 야권전선-평화개발당을 창당해 이 당의 후보로 나가게 된다. 2019년 총선에서 지역구 6명의 당선자를 냈으나, 비례대표는 득표율 3.23%로 5%의 봉쇄 조항에 걸려 단 1명도 당선시키지 못했다.
이 당은 법적으로는 2014년에 창당된 우크라이나 산업당(우크라이나어: Індустріальна Україна)의 후신이다.
2022년 3월 19일 우크라이나의 대통령 볼로디미르 젤렌스키는 국가안전보장회의를 통해 계엄령이 진행되는 기간 동안 야권전선의 활동을 금지하기로 결정했다.

## 역사
2014년 유로마이단을 지지하지 않은 6개 정당이 야권전선이라는 새로운 정당으로 합병되었다. 2014년 우크라이나 총선거에서는 드니프로페트로우스크주, 도네츠크주, 루한스크주, 하르키우주, 자포리자주를 기반으로 9.4%의 지지율로 29개 의석을 얻는다.
우크라인스카 프라우다에서는 2018년 여름부터 인생을 위한 당과 야권전선의 재결합이 논의되기 시작했다고 보도했다. 프라우다 신문은 야권전선의 주요 두 계파 중 하나인 리나트 아흐메토프 계열, 드미트로 피르타시 계열과 세르히 료보치킨 둘이 이 일을 논의하고 있다고 말했다. 2018년 11월 초에는 야권전선의 아흐메토프 계파가 합당 논의를 중지하였다.
2018년 11월 9일, 야권전선의 대표인 유리 보이코는 인생을 위한 당과 선거협력 각서인 "인생을 위한 야권연단"에 서명하여 2019년 있을 2019년 우크라이나 대통령 선거와 총선거에 협력하기로 하고 인생을 위한 야권연단을 출범했다. 하지만 같은 날 야권전선의 중진인 바딤 노빈스키와 보리스 콜레스니코우는 보이코 대표가 자의적, 개인적으로 저질러 버린 일이라며 야권전선은 인생을 위한 당과 선거협력에 대해서 어떠한 결정도 한 적이 없었다고 주장했다. 11월 17일에는 인생을 위한 야권연단에서 2019년 우크라이나 대통령 선거 후보로 유리 보이코 후보를 지명한다. 같은 날 야권전선의 우크라이나 개발당이 야권연단에 합류하였다. 결국 11월 20일 유리 보이코와 우크라이나 개발당 대표 세르히 료보치킨이 "유권자의 지지를 배반했다는 이유"로 원내 회파인 야권전선에서 축출되었다.
2018년 12월 17일 야권전선 당회는 우크라이나 대통령 선거 후보로 올렉산드르 빌쿨를 지명하였다. 하지만 3일 전인 12월 14일 구 야권전선의 부대표인 세르히 라린이 제기한 소송으로 야권전선 당회에서 결정난 빌쿨 후보지명이 당내에서 어떠한 일이 있어도 인정되지 않게 되어버렸다. 12월 20일에는 야권전선 웹 사이트가 접속이 되지 않고 다운되었다. 결국 빌쿨은 2019년 1월 20일 우크라이나 산업당에서 개명된 야권전선-평화개발당으로 들어가 후보로 다시 재지명되었다. 한 언론에서는 우크라이나 산업당이라는 명칭을 그대로 이으러 했으나 2018년 12월 20일 우크라이나 법원에서 구 야권전선의 부대표인 세르히 라린이 제기한 소가 야권전선의 상태 변화를 금지한다는 결과로 나온 후 야권전선이라는 명칭으로 되돌아갔다. 우크라이나 산업당은 2014년 6월 13일 정당 등록을 마쳤으며 당시 당대표는 로티슬라우 슈마였다. 슈마 대표는 우크라이나의 철강 기업인 자포리주스탈의 총책임자였으며 자포리주스탈은 리나트 아흐메토프가 소유한 기업집합체의 일부이다.
2019년 우크라이나 총선거에서는 야권전선의 리나트 아흐메토프 계파와 평화개발당의 보리스 콜레스니코우 및 올렉산드르 빌쿨 계파가 선거 연합을 맺기로 합의했다. 이 선거연합에는 회복당, 나시당, 신뢰연맹도 같이 참여했으며선거연합은 당대표로 예우헤니 무라예우로 선출하는 데 합의했다. 비례대표 정당명부 최고 후보 10명에는 하르키우 시장인 헨나디 케르네스와 오데사 시장 헨나디 트루하노우도 있었다.
2019년 총선거 결과 지역구에서 총 6명의 후보가 당선되었으나, 비례대표 선거에서는 3.25%로 선거법상 봉쇄 조항인 5%를 넘지 못해 비례대표 후보를 한명도 당선시키지 못했다.

## 주요 당 지휘부
당 대표:
- 예우헤니 무라예우
- 올렉산드르 빌쿨

정치회 의장:
- 보리스 콜레스니코우

의회 회파 내 원내대표:
- 바딤 울라디슬라보비치

## 선거 이력

### 총선거
| 년도   | 득표    | 득표율 | 결과 | 획득 의석 | 증감 | 정부 | 대표                              |
| ------ | ------- | ------ | ---- | --------- | ---- | ---- | --------------------------------- |
| 2019년 | 443,200 | 3.03%  | 8위  | 6 / 450   | 6석  | 야당 | 예우헤니 무라예우 올렉산드르 빌쿨 |

## 같이 보기
- 인생을 위한 야권연단